# Збройні сили Бразилії

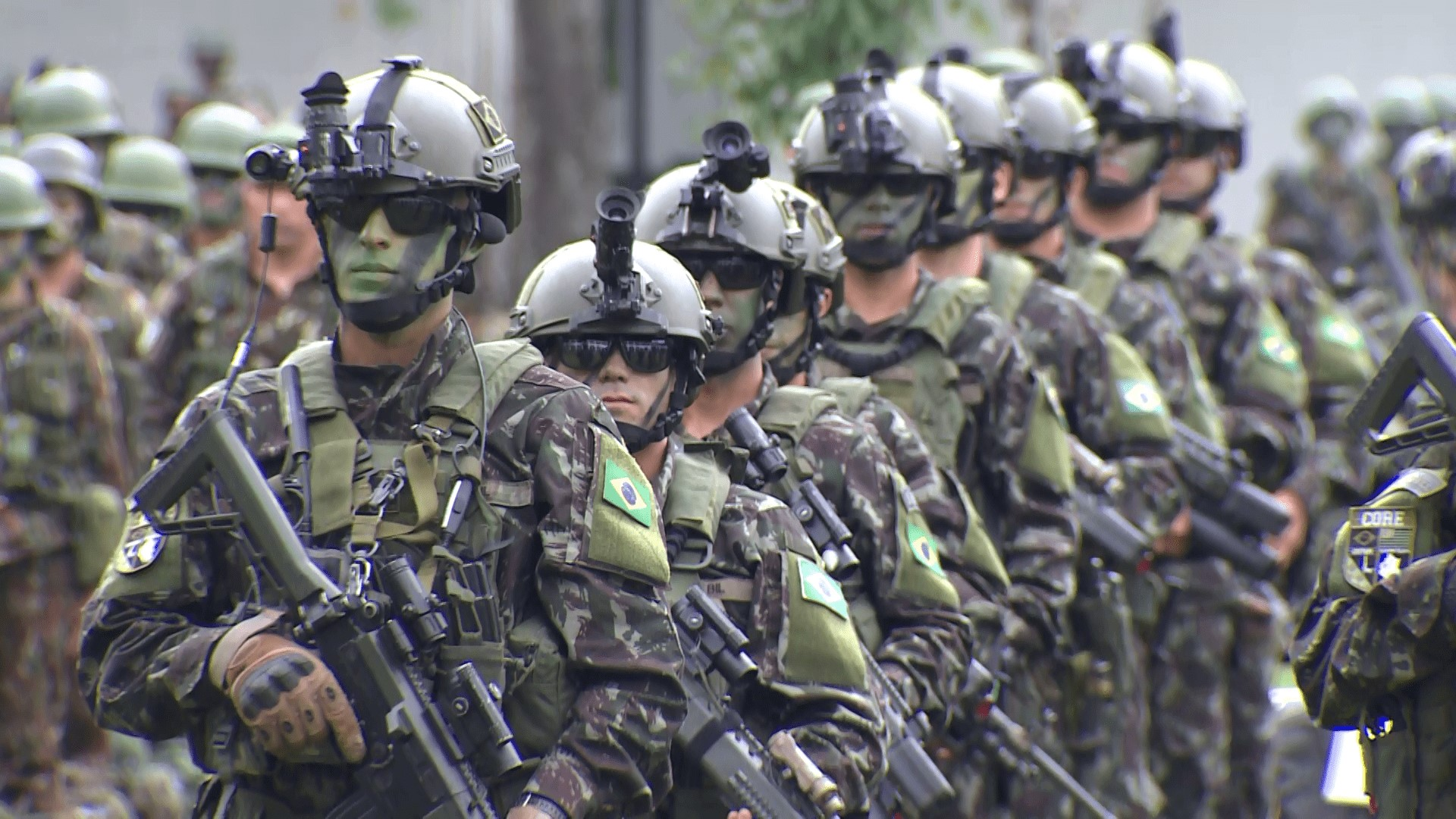
Солдати піхоти бразильської армії.

Збройні сили Бразилії (порт. Forças Armadas do Brasil) — сукупність військ Федеративної Республіки Бразилія, призначена для захисту свободи, незалежності і територіальної цілісності держави. Складаються з сухопутних військ, військово-морських сил та повітряних сил. Через відсутність як зовнішньої, так і внутрішньої загрози, витрати на оборону в Бразилії дуже малі, близько 1,1 % ВВП. Незважаючи на малий бюджет, бразильські збройні сили налічують 314 000 осіб та є найбільшими в Латинській Америці.

## Історія
Збройні сили Бразилії грали активну політичну роль з того часу, як вони допомогли скинути імперію в 1889 році. З 1930 до 1964 року вони активно використовували свою стримуючу владу (порт. poder moderador) і часто втручалися до політичного процесу. У 1964 році армія скинула цивільного президента і управляла країною протягом двадцяти одного року.
Доктрина державної безпеки, що мала два головних елементи, керувала військовим режимом. Першим елементом було широке визначення безпеки, що включало не тільки захист проти зовнішньої агресії, але й захист проти внутрішнього ворога — проти заколоту та комунізму. Використовуючи репресивні заходи, армія успішно протистояла заколотам з 1967 до 1973 року. Другим елементом був економічний розвиток країни. За часів військової диктатури роль держави в економіці значно зросла. Високі темпи економічного росту 1968—1973 років допомогли виправдати необхідність військового уряду.
Збройні сили повернулися до казарм в березні 1985. Хоча вони продовжували заявляти про себе, їх політичний вплив значно зменшився через кілька чинників. По-перше, оскільки Бразилія прагнула перейти до демократії, Національний Конгрес і цивільні міністерства стали брати помітну участь в забезпеченні державної безпеки. По-друге, армія була вимушена конкурувати з цивільними міністерствами у боротьбі за надзвичайно обмежені ресурси і була не в змозі зупинити безперервне зниження частки урядових витрат на оборону. По-третє, хоча конституція 1988 року і зберігала як зовнішню, так і внутрішню ролі збройних сил, але поставила їх у підпорядкування президенту. Тому нова структура уряду більше не давала армії можливості використовувати свою стримуючу владу.
До того ж, збройні сили були не в змозі досягти успіхів та залишити під своїм контролем всі основні проекти в ядерній та космічній сферах, ракетобудуванні та військовій промисловості. У 1990 році Президент Фернанду Колор розкрив секретну бразильську програму розробки ядерної зброї, яка проводилася армією, так звану «Паралельну програму» (порт. Programa Paralelo). В результаті ядерна програма Бразилії була поставлена під міжнародний контроль. Колор також підпорядкував бразильську космічну програму, яка здійснювалася повітряними силами Бразилії (порт. Força Aérea Brasileira — FAB), цивільному уряду. Крім того, на початку 1994 бразильський уряд заявив про прагнення приєднатися до Режиму контролю ракетних технологій та здійснив це в жовтні 1995. Військова промисловість Бразилії, яку підтримував військовий уряд, прийшла до занепаду після його падіння без державної підтримки та через геополітичні зміни.
Геополітичні зміни та зміни цивільно-військового балансу Бразилії привели до зміни військової доктрини. Важливою геополітичною зміною на початку 1990-х був перехід від біполярності у напрямі до багатополярності в міжнародній системі. Іншою зміною стала більша інтеграція між Бразилією і Аргентиною. Політична і економічна криза 1995 також вплинула на сприйняття в країні поняття державної безпеки.
Починаючи з 1950-х доля військових витрат Бразилії була серед найнижчих у світі, а після падіння військової диктатури знизилася ще більше. У 1993 ця цифра склала 1,1 % ВВП. Ця тенденція відображає низький рівень зовнішньої загрози. Бразилія є безумовно найбільшою країною в Латинській Америці і має добрі відносини з усіма своїми десятьма сусідами. Не існує загрози внутрішній безпеці Бразилії й у сенсі заколотів, як і не існує політичного тероризму в країні.

## Основні дані
Призовний вік у Бразилії становить 18-45 років для обов'язкової військової служби. Вік для служби добровольцем становить 17-45 років, і відсоток довготермінових професіоналів в армії збільшується протягом останніх десятиліть. Військовий людський ресурс Бразилії станом на 2005 рік становив 45,5 млн чоловіків і 45,7 жінок у віці 19-49 років (всього), і 33,1 млн чоловіків і 38,1 жінок у віці 19-49 років придатних до військової служби. 1,78 млн чоловіків та 1,73 млн жінок щорічно досягають призовного віку.
У Бразилії термін обов'язкової служби для чоловіків становить 12 місяців (24 місяці в повітряних силах, 36 у військово-морських силах). Частіше всього служба проходиться у військових частинах, найближчих до місця постійного мешкання призовника. Уряд звільнює від обов'язкової служби тих, хто отримує вищу освіту або збирається це зробити, та тих, хто має постійну роботу. Існує ще кілька приводів відмовитися від військової служби, наприклад, погане здоров'я. Загалом щорічно призивається близько 133 тис. чоловіків з 1,7 млн тих, хто сягає призовного віку. Жінкам дозволяється служити в збройних силах, починаючи з початку 1980-х років. Окрім Армії, жінки служать і в Морських та Повітряних силах (але тільки в Запасному жіночому корпусі). У 2006 році була випущена перша група жінок-курсантів пілотів Повітряних сил.
Дані щодо військових витрат Бразилії важко встановити через численні бюджети і фонди, крізь які проходять ці кошти, та високий рівень секретності. У будь-якому разі, Бразилія вважається однією з країн з найнижчими рівнями військових витрат. Наприклад, частина військових витрат відносно ВВП у 1960-х роках становила близько 2 відсотків, у 1970-х — 1,5 відсотка, у 1980-х — 1 відсоток, на початку 1990-х років — 0,3-0,5 відсотків, а на початку 2000-х років піднялися до близько 1 відсотка. Бразилія в 1993 році класифікувалася 133-тьою з 166 країн за військовими витратами відносно всіх урядових витрат. В Південній Америці тільки Гаяна і Суринам стояли нижче. Низький рівень військових витрат Бразилії може бути приписаний відсутності зовнішніх загроз та великому розміру Бразилії відносно своїх сусідів. Процес економічної інтеграції з Аргентиною з початку 1980-х років прибрав потенційну зовнішню загрозу Бразилії.
Незважаючи на низький відносний рівень військових витрат, в абсолютних термінах бразильські збройні сили найбільші в Латинській Америці. У 2005 році Бразилія зайняла 18-те місце у світі за повним розміром військових витрат, тільки Аргентина в Латинській Америці мала порівняні витрати. Розмір оборонного бюджету склав 9,94 млрд доларів США в 2005 році.
Тільки у 1999 бразильські збройні сили були об'єднані у одне міністерство. Повне число службовців (солдат та офіцерів) становить близько 337 000 (2005), з них 133 000 призовників. Збройні сили поділяються на три відносно незалежних види. Найбільший з видів збройних сил є Армія (сухопутні війська), що має трохи більше ніж 200 000 солдат та офіцерів на дійсній службі. Військово-морські сили та Повітряні сили — приблизно по 50 000.

## Доктрина
Стаття 142 федеральної конституції 1988 року дає визначення: «збройні сили, що складаються з Військово-морських сил, Сухопутних військ і Повітряних сил, — постійні і нормальні державні установи, організовані на підставі ієрархії і дисципліни під верховним керівництвом президента республіки». Конституція також додає, що «їх мета — захищати батьківщину, гарантувати конституційно встановлені установи, і з ініціативи будь-якої з цих установ — закон і порядок». При цьому до конституції не включені слова «в межах закону», що міцніше підпорядковує їх президенту. Згідно з додатковомим законом номер 69 від 23 липня 1991 року, місією збройних сил також є співробітництво в національному розвитку і захисті цивільного суспільства.
Відповідно до статті 84 конституції 1988 року, президент має виняткові повноваження призначати і звільняти міністрів, проголошувати надзвичайний або воєнний стан у державі, служити верховним головнокомандувачем збройних сил, надавати військові звання вищому офіцерському складу та назначати вищих офіцерів на посади. Президент також може оголошувати війну «у випадку іноземної агресії та з ухвалення Національним Конгресом». Він також керує Національною радою оборони.
У бразильському суспільстві майже немає суперечок щодо ролі збройних сил. Проте, їх значення дуже невелике, що вимушує шукати нові ролі для виправдання навіть такого маленького бюджету. Збройні сили здаються все менш важливими під час відсутності зовнішньої загрози (Бразилія входить до спільного ринку, спільних підприємств і ядерної кооперації з Аргентиною, колишнім найбільшим конкурентом) та відсутності внутрішньої загрози (ніяка політична група в Бразилії не закликає до використання сили, щоб скинути уряд). На додаток до ролі збереження миру, деякі з потенційних нових ролей армії включають ширшу участь в освоєнні Амазонії, участь у боротьбі проти розповсюдження наркотиків та поліцейські операції (наприклад, у 1994–1995 роках збройні сили були введені для забезпечення порядку в Ріу-де-Жанейру).

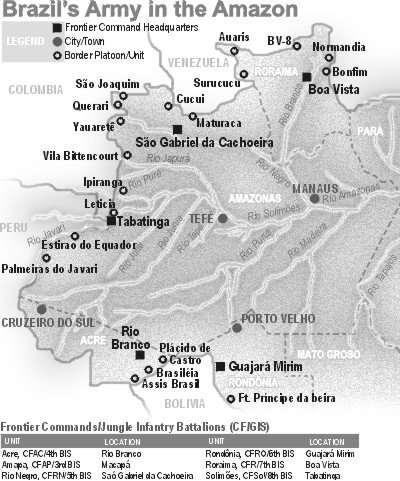
Бразильські військові пости в Амазонії

У 1985 армія анонсувала проект «Північний Коридор» (порт. Calha Norte) в спробі краще контролювати територію Амазонії, що займає більш ніж половину території держави. Проект складався з будівництва серій застав уздовж кордону з Колумбією, Венесуелою, Гаяною, Суринамом і Французькою Гвіаною. Північний Коридор є більше, ніж суто військовий проект, його цілі включають забезпечення ефективного контролю кордону, покращення місцевої інфраструктури та економічний розвиток. З початку реалізації програми армія збільшила число постів біля кордону з восьми до дев'ятнадцяти, які обслуговуються п'ятьма Спеціальними прикордонними батальйонами, та планує відкрити ще два.
У 1993 році Бразилія різко відповіла на сумісні маневри Гаяни та США біля бразильського кордону, та у 1994 році провела свої навчання у цьому регіоні, найбільші в історії, у яких узяли участь представники збройних сил восьми країн, у тому числі 5000 бразильців — 3000 представників сухопутних військ та екіпажі 37 літаків і 6 кораблів. Проте такі навчання скоріше рідкість. Військові пости у регіоні розташовані дуже далеко один від одного, зв'язок між ними дуже важкий, число солдат невелике та в основному складається з місцевого індіанського населення.
Наприкінці 1993 року Збройні сили отримали президентське схвалення розгортання «Системи нагляду за Амазонським регіоном» (порт. Sistema de Vigilância da Amazônia — SIVAM). SIVAM складається з великої мережі радарів, систем комунікації та обробки даних, та повинен допомогти уряду в управлінні повітряним рухом, запобіганню вирубці лісів і наркоторгівлі. Контрольні центри SIVAM розташовані в Манаусі, Белені, Порту-Велью та Бразиліа, її розгортання зайняло 8 років та коштувало 1,55 млрд доларів США. SIVAM також включає п'ять літаків дальнього радіолокаційного стеження Embraer R-99 з радарами Ericsson Erieye.
Як мінімум двадцять бразильських урядових організацій мають справу з Амазонією, на додаток до багатьох неурядових організацій, як бразильських, так і закордонних, які мають справу з державною безпекою, тубільними народами, економічним розвитком, навколишнім середовищем і наркоторгівлею, а їх інтереси часто перетинаються.
Наприклад, заснована в 1992 році біля кордону з Венесуелою резервація Яномамі (порт. Yanomami) площею 9,5 млн га привела до виселення сотень шукачів золота, що призвело до вбивства ними 16 індіанців. С того часту ідея створення резервації все більше критикується.
Ескалація боротьби з наркоторгівлею в Андійському регіоні привела до зміни наркоторговцями маршрутів транспортування, деякі з яких проходять зараз через Бразилію, особливо в напрямку Африки та Європи. Крім того, деякі виробники наркотиків Колумбії, Перу і Болівії приховуються у Бразилії від поліції власних країн. Бразилія також є головним постачальником необхідних хімічних речовин. Проте, армія неохоче втручається у війну проти наркоторгівлі. Офіцери переконують, що, згідно з конституцією, це — сфера діяльності федеральної поліції. Вони вважають, що втягування у цю війну приведе до корупції та втрати престижу.
Рівень наркоторгівлі тим часом зростає. Деякі з груп наркоторговців контролюють цілі райони нетрів (фавели — порт. favelas) і краще озброєні, ніж федеральна та місцева поліція. У жовтні 1994 було повідомлено, що у фавелах до 70 відсотків поліції отримували хабарі від наркоторговців. Корупція торкалася і всіх місцевих органів влади. Для допомоги поліції у штаті Ріу-де-Жанейру уряд Ітамара Франку відіслав війська для боротьби з бандитськими бригадами. Армія мобілізувала для цієї цілі до 70 тис. солдат. Проте, коли в 1995 році армія була виведена, ситуація покращилася лише частково.

## Склад збройних сил

### Сухопутні війська
Сухопутні війська (або Бразильська армія, порт. Exército Brasileiro) — найвпливовіша частина збройних сил Бразилії через свій розмір та історію. Хоча протягом військової диктатури 1964–1985 років, не тільки армійські генерали займали президентський пост, їх була переважна більшість. У 2005 році армія мала трохи більше 200 тис. службовців.
1 січня 1986 року армія була реструктуризована та поділена на сім військових командувань (порт. Comandos Militar). Головним доповненням було створення Західного військового командування (порт. Comando Militar do Oeste — CMO), чия територія включає штати Мату-Ґросу, Мату-Ґросу-ду-Сул і Рондонія. Кожен з семи військових командувань має штаб в головному місті регіону: Східне військове командування (порт. Comando Militar do Leste — CML) — Ріу-де-Жанейру, Південно-Східне військове командування — (порт. Comando Militar do Sudeste — CMSE) — Сан-Паулу, Південне військове командування (порт. Comando Militar do Sul — CMS) — Порту-Алегрі, Північно-Східне військове командування (порт. Comando Militar do Nordeste — CMNE) — Ресіфі, Західне військове командування (порт. Comando Militar do Oeste — CMO) — Кампу-Гранді, Військове командування Планальто (порт. Comando Militar do Planalto — CMP) — Бразиліа, і Військове командування Амазонії (порт. Comando Militar da Amazônia — CMA) — Манаус. CMP і CMO очолюються генерал-лейтенантами (три зірки), решта — повними генералами (чотири зірки). Армія далі поділяється на дванадцять військових регіонів. Найменше військове командування, CMSE, має територію лише одного штату — Сан-Паулу, та призначений для захисту промислової бази країни.

### Військово-морські сили
Військово-морські сили (порт. Marinha do Brasil) є спадкоємцем флоту Адмірала Кокрена і маленьких португальських суден, які захищали колонії від піратів. Військово-морські сили є найбільш аристократичним та консервативним з видів збройних сил у Бразилії, а більша частина його офіцерів походить з заможних прошарків суспільства. Хоча флот і бере участь у «коричнево-водних» (річкових та берегових) операціях, його першочергова мета — «блакитно-водні», тобто операції у відкритому морі. Через це представники флоту рідше беруть участь у внутрішніх операціях, ніж армія та авіація.
Військово-морські сили мають 48 600 службовців (2004 рік), у тому числі Морська авіація (порт. Aviação Naval) — 1150 службовців, Морська піхота (порт. Corpo de Fuzileiros Navais — CFN) — 14 600, і тільки 3200 призовників. Військово-морські сили керуються Головним штабом ВМС (порт. Estado-Maior da Armada — EMA), та поділений на шість морських районів (п'ять океанських і один річковий) та два морських управління з штабами у Бразиліа і Манаусі. 1-й морський район розміщується в головній базі флоту в Ріу-де-Жанейру, 2-й — в Салвадорі, 3-й в Наталі, 4-й в Белені та 5-й в Порту-Алегрі. 6-й річковий район має штаб-квартиру в Ладаріу на річці Парагвай.
Флагманом бразильського флоту є збудований у Великій Британії вертольотоносець «Атлантіко». Крім того, станом на 2020 рік флот мав 5 підводних човнів, 7 фрегатів, 2 корвета, 36 сторожових кораблів та патрульних катерів, 4 тральщика, 3 десантних кораблі та 94 літака морської авіації.

### Повітряні сили
Повітряні сили (порт. Força Aérea Brasileira — FAB) були засновані в 1941 році, є найновішим з видів збройних сил Бразилії та отримує найбільшу частку бюджету. Число службовців — 50 тис. (1997), зокрема 5 000 призовників. Має на озброєнні близько 700 літальних апаратів, у тому числі близько 270 бойових літаків та 45 бойових вертольотів, що робить її найбільшою військовою авіацією в Латинській Америці. Бюджет Повітряних сил відносно великий за рахунок її цивільного компонетну.
Повітряні сили Бразилії керуються Командуванням повітроплавання (порт. Comando da Aeronáutica — COMAER), яке є безпосередньо підпорядковане Міністру оборони та підрозділяється на 7 підрозділів: Головне командування підтримки (порт. Comando-Geral de Apoio — COMGAP), Командування підготовки (порт. Comando de Preparo — COMPREP), Головне командування персоналу (порт. Comando-Geral do Pessoal — COMGEP), Відділ контролю повітряного простору (порт. Departamento de Controle do Espaço Aéreo — DECEA), Відділ аерокосмічної науки і технології (порт. Departamento de Ciência e Tecnologia Aeroespacial — DCTA), Секретаріат авіаційної економіки, фінансів та управління (порт. Secretaria de Economia, Finanças e Administração da Aeronáutica — SEFA), Командування аерокосмічних операцій (порт. Comando de Operações Aeroespaciais — COMAE).

## Військова промисловість
Починаючи з початку двадцятого століття, збройні сили переслідували мету самостійності у виробництві зброї. Їх наміром було не створення значного арсеналу озброєнь, а забезпечення технічної можливості виробництва всіх видів необхідної зброї. Протягом Першої світової війни, великий військово-морський флот був відрізаний від поповнення запасу снарядів, що зробило його нефункціональним та укріпило прагнення до самостійності. Швидка індустріалізація, яка мала місце після 1930 року, забезпечила необхідну інфраструктуру для розвитку військової промисловості.
Перша автоматична зброя почала вироблятися в Бразилії з 1954 року. В 1960-х роках були засновані три найбільші фірми — виробники зброї. Аерокосмічна компанія Avibras — в 1961, Engesa в 1963 і Embraer в 1969. Наприкінці 1970-х років всі три компанії почали значний експорт зброї, до того часу були засновані ще близько 350 фірм, що брали участь у виробництві зброї в Бразилії. На початку 1980-х років Бразилія стала великим експортером зброї, до 40 % якої направлялося до Іраку. Проте, після падіння військової диктатури у 1985 році та зниження військових витрат у Бразилії, завершення Ірано-іракської війни у 1988 році, та активного втручання США у арабський регіон, експорт бразильської зброї різко знизився. Наприклад, новий танк EE-T1 Osório так ніколи й не знайшов покупців, незважаючи на переваги перед аналогічними британським Challenger 1 та французьким AMX-40. На початку 1990-х років Avibras та Engesa збанкрутували.
Зараз Бразилія зберегла свою авіаційну промисловість, хоча вона частково переключилася на виробництво цивільної авіації. Успішна космічна програма Бразилії також перейшла під цивільний контроль. Крім авіаційної техніки, зараз Бразилія експортує і значну кількість артилерійських ракет, переважно до арабських країн.